# Пока не высохнут слёзы
«Пока не высохнут слёзы» (иер. трад. 旺角卡門, упр. 旺角卡门, кант.-рус.: Вон Кок кха мунь, англ. As Tears Go By, в тайваньском кинопрокате — кит. трад. 熱血男兒, упр. 热血男儿) — гонконгский дебютный фильм 1988 года режиссёра и сценариста Вонга Карвая. Главные роли исполнили Энди Лау, Мэгги Чун и Джеки Чун. Картина была удостоена двух наград Гонконгской кинопремии в категориях «Лучшая мужская роль второго плана» и «Лучший художник-постановщик».

## Сюжет
Ва — бандит, в основном занимающийся выбиванием долгов. Его подчинённый Вуин менее успешен и не так уважаем, как Ва. Вуин часто устраивает проблемы и занимает деньги, которые потом не может вернуть. Неожиданно Ва получает звонок от своей тёти, сообщающей, что его младшая двоюродная сестра Нго, с которой он не знаком, приедет к нему в Гонконг на несколько дней. Нго, которая работает в ресторане своей семьи на острове Лантау, должна приехать в мегаполис на медицинские процедуры.
Вскоре после того, как Нго приезжает в его квартиру, Ва должен уйти, чтобы помочь Вуину взыскать долг. После работы Ва приходит к своей девушке Мэйбл, которая бросает его. Из-за его отстранённости и неотзывчивости она сделала аборт. Ва изначально даже не знал, что она беременна, поэтому болезненно реагирует на новость. Парень возвращается домой злой и пьяный, но когда сестра пытается утешить его, он становится очень агрессивным и угрожает выгнать её. На следующее утро Ва извиняется перед Нго и предлагает сходить с ней в кино, чтобы загладить вину.
Чтобы заработать денег на выплату долга члену банды Тони, Вуин делает неоправданно высокую ставку в снукере. Когда он понимает, что у него нет шансов выиграть и вернуть долг, он сбегает со своим другом Саем. После погони по улицам членами банды Тони ловят их и жестоко избивают. Когда Ва и Нго собираются покинуть квартиру, появляется Вуин, весь в синяках и крови, и несёт Сая, потерявшего сознание. Ва и Нго помогают залечить раны, и у Нго появляются вопросы о том, чем на самом деле занимается Ва. На следующий день она возвращается в Лантау, оставив Ва записку с просьбой как-нибудь навестить её.
Ва встречается с Тони, чтобы отдать долг Вуина. Тони говорит Ва, что если бы должник не был его другом, он бы уже был мёртв. Не имея возможности выплачивать проценты по долгу, Ва крадёт деньги у владельца заведения, которое Тони был нанят защищать. Оскорблённый поведением Ва, Тони жалуется Дяде Кхуаню, главарю мафии, который заставляет двоих согласиться на компромисс по ежемесячной оплате. Также Кхуань советует Ва взять Вуина под свой контроль, пока его самого не убили. Осознав, что подчинённый не годится для работы на мафию, Ва устраивает Вуина продавцом рыбных тефтелей с тележки с едой.
Случайно встретив Мэйбл и узнав, что она теперь замужем, Ва решает навестить Нго. Прибыв в ресторан её семьи в Лантау, он узнаёт, что она уехала в Коулуне на один день и вернётся вечером. Ва встречает Нго в паромном терминале и узнаёт, что она начала посещать своего врача. В течение следующих нескольких дней Ва помогает ей в ресторане, и их отношения развиваются. Тем временем Тони навещает Вуина, чтобы спровоцировать, оскорбив его и его новую работу. Тот в отместку разбивает машину Тони, но бандиты быстро ловят парня и избивают его до полусмерти. Ва вынужден прервать свой визит на остров после того, как Тони позвонил ему и потребовал денег в обмен на жизнь Вуина.
Прибыв к Тони, Ва начинает ему угрожать. Тони уступает требованиям Ва и отпускает заложника. Вах призывает Вуина вернуться к своей семье в деревню, но тот отказывается это делать. После посещения бара на них нападает банда Тони и жестоко избивает. Вуин уходит от Ва, посоветовав ему забыть о нём как об ужасном друге. Ва удаётся вернуться в Лантау, где Нго и её врач лечат его раны. Он выздоравливает, и пара возобновляет свои отношения.
Вернувшись в Гонконг, Кхуань даёт Тони задание убить информатора. Тони боится выполнять эту работу, так как это по сути самоубийственная миссия. Вуин предлагает взяться за эту работу, чтобы унизить Тони и его людей. Услышав, что Вуин взялся за эту работу, Ва возвращается, чтобы противодействовать ему, и тщетно пытается убедить его не делать этого. Ва прибывает в полицейский участок как раз в тот момент, когда Вуин собирается совершить убийство. Вуин стреляет в информатора, но не убивает его. В этот момент его ликвидирует полиция. Ва хватает пистолет друга и убивает информатора, завершая работу. Когда Ва убивают полицейские, он вспоминает о своём первом поцелуе с Нго.

## В ролях
| Актёр              | Роль                |
| ------------------ | ------------------- |
| Энди Лау           | Ва                  |
| Мэгги Чун          | Нго                 |
| Джеки Чун          | Вуин                |
| Алекс Мань         | Тони                |
| Вон Ан             | Мэйбл               |
| Рональд Вон        | Сай                 |
| Чань Чифай         | бандит в бильярдной |
| Уильям Чён Сукпхин | Лау Вайкён          |
| Кон Тоухой         | Толстый Кау         |
| Вон Кимфун         | подчинённый Тони    |
| Пхон Кёнфай        | тесть Сая           |
| Кань Татва         | Большой Рот Кэй     |
| Пак Янь            | мать Вуина          |

## Кассовые сборы
Фильм собрал 11 532 283 гонконгских доллара в прокате Гонконга за 29 дней показов в период с 9 июня по 7 июля 1988 года. На Тайване, по завершении показов на 29 экранах территории, длившихся с 5 августа по 11 ноября 1988 года, общая сумма сборов составила 4 107 755 тайваньских долларов от аудитории в 52 074 человека.

## Восприятие
На сайте-агрегаторе рецензий Rotten Tomatoes у фильма 85 % положительных рецензий на основе 13 отзывов кинокритиков с соответствующей средней оценкой 6,80 из 10, в то время как общий зрительский рейтинг составляет 67 %. На другом сайте-агрегаторе — Metacritic — средний рейтинг кинокритиков, исходя из 12 обзоров, составляет 67 баллов из 100.

## Награды и номинации
| Кинопремия                          | Категория                                    | Лауреат / претендент     | Результат | Источник |
| ----------------------------------- | -------------------------------------------- | ------------------------ | --------- | -------- |
| 8-я Гонконгская кинопремия          | «Лучший фильм»                               | «Пока не высохнут слёзы» | Номинация | [ 5 ]    |
| 8-я Гонконгская кинопремия          | «Лучшая режиссура»                           | Вонг Карвай              | Номинация | [ 5 ]    |
| 8-я Гонконгская кинопремия          | «Лучшая мужская роль»                        | Энди Лау                 | Номинация | [ 5 ]    |
| 8-я Гонконгская кинопремия          | «Лучшая женская роль»                        | Мэгги Чун                | Номинация | [ 5 ]    |
| 8-я Гонконгская кинопремия          | «Лучшая мужская роль второго плана»          | Джеки Чун                | Победа    | [ 5 ]    |
| 8-я Гонконгская кинопремия          | «Лучшая мужская роль второго плана»          | Алекс Мань               | Номинация | [ 5 ]    |
| 8-я Гонконгская кинопремия          | «Лучшая операторская работа»                 | Эндрю Лау                | Номинация | [ 5 ]    |
| 8-я Гонконгская кинопремия          | «Лучший арт-директор (художник-постановщик)» | Уильям Чён Сукпхин       | Победа    | [ 5 ]    |
| 8-я Гонконгская кинопремия          | «Лучшая музыка к фильму»                     | Дэнни Чун                | Номинация | [ 5 ]    |
| 25-й кинофестиваль «Золотая лошадь» | «Лучшая режиссура»                           | Вонг Карвай              | Номинация | [ 6 ]    |

Кроме того фильм входит в список 100 лучших китайских фильмов, представленный на 24-й церемонии вручения Гонконгской кинопремии, занимая в нём 88 место.